# ミカ・ゴッツ
ミカ・マルセル・ゴッツ（-・ホッツ、Mika Marcel Godts、2005年6月7日 - ）は、ベルギー・ルーヴェン出身のサッカー選手。エールディヴィジ・アヤックス・アムステルダム所属。ポジションはFW。

## プレースタイル
ゴッツは左ウイングの選手であるがセンターフォワードでもプレーすることができる。また、彼の足に吸い付くような細かいタッチのドリブルは同じくベルギーのレジェンドであるエデン・アザールと比較される。